# Bob Taft
Bob Taft, właśc. Robert Alphonso Taft II (ur. 8 stycznia 1942 w Bostonie) – amerykański polityk ze stanu Ohio, działacz Partii Republikańskiej, przez osiem lat gubernator Ohio (67 z kolei). 
Taft pochodzi z bardzo znaczącej amerykańskiej rodziny politycznej. Jego prapradziadek Alphonso Taft (uważany za swego rodzaju założyciela „dynastii Taftów”) był sekretarzem wojny w gabinecie prezydenta Ulyssesa Granta. Jego pradziadek, William Taft, był gubernatorem Filipin, sekretarzem wojny, prezydentem w latach 1909–1913 i prezesem Sądu Najwyższego. Jego dziadek, Robert Taft, był wpływowym senatorem z Ohio i przez wiele lat liderem konserwatywnego skrzydła w partii, kandydatem na prezydenta i liderem senackiej większości. Ojciec, także Robert Taft, również zasiadał w Senacie. Gubernator jest też dalszym kuzynem prezydenta George’a W. Busha oraz wiceprezydenta Dicka Cheneya.
Bob Taft wychował w Cincinnati. Ukończył (notabene nazwaną na cześć swojej rodziny) Taft High School oraz, w 1963, Uniwersytet Yale. W latach 1963–1965 był wolontariuszem Korpusu Pokoju w Tanzanii, gdzie pracował jako nauczyciel. W 1967 poślubił Hope, z którą ma córkę Anne.
W latach 1976–1981 zasiadał w stanowej Izbie Reprezentantów. Następnie (1981–1990) pełnił urząd szefa władzy wykonawczej w Hamilton County, zanim wybrano go w 1990 na stanowego sekretarza stanu. Wybrany ponownie w 1994, zasiadał na tym stanowisku w latach 1991–1999. W 1998 został wybrany na gubernatora (kadencja od 11 stycznia 1999), uzyskując reelekcję w 2002. W 1998 pokonał demokratę Lee Fishera stosunkiem 50% do 45% głosów, zaś cztery lata później przedstawiciela tejże partii Tima Hagana przewagą aż 58% do 38%.
Jako gubernator zasłynął przede wszystkim uwikłaniem w liczne skandale korupcyjne (zwłaszcza Coingate). Taft cieszył się najniższym poparciem społecznym ze wszystkich ówczesnych amerykańskich gubernatorów (według najgorszych dlań sondaży aprobowało go tylko 6,5% mieszkańców Ohio). Pod koniec 2005 został też ogłoszony przez poczytny i opiniotwórczy magazyn Time jednym z trzech najgorszych gubernatorów w kraju.
Za kadencji Tafta wykonano pierwszy wyrok śmierci w Ohio od 1963. Do tej pory za jego rządów 21 osób zostało straconych za pomocą zastrzyku trucizny – najwięcej w jakimkolwiek stanie poza Południem.
Taft był też pierwszym gubernatorem Ohio sądzonym w czasie sprawowania urzędu i uznanym winnym, choć nie pociągnęło to za sobą, jak np. w przypadku gubernatora Alabamy, Guya Hunta, w 1993 automatycznego usunięcia z urzędu. Musiał zapłacić grzywnę po uznaniu go winnym pewnych nadużyć i publicznie przeprosić mieszkańców stanu.
Skandal Coingate i inne afery pociągnęły za sobą serię dotkliwych porażek republikanów w Ohio w wyborach w listopadzie 2006. Taft (niemogący się ubiegać o trzecią kadencję) został zastąpiony przez pierwszego od 16 lat demokratę na tym stanowisku. Przegrał też nieuwikłany umiarkowany senator Mike DeWine.